# Список відеопродукції, забороненої в Україні
Список відеопродукції, забороненої в Украї́ні — перелік, складений агенцією Держкіно, до якого належать будь-які аудіовізуальні твори (фільми, серіали тощо), «в яких міститься популяризація, агітація, пропаганда тощо будь-яких дій правоохоронних органів, збройних сил, інших збройних, військових чи силових формувань держави-окупанта», або в яких брали участь особи, що входять до Переліку осіб, які створюють загрозу нацбезпеці України.

Держкіно створив та оновлює цей перелік на підставі Закону «Про внесення змін до деяких законів України щодо захисту інформаційного телерадіопростору України» від 5 лютого 2015 року, який вніс поправки, зокрема в Закон України «Про кінематографію», де в Статті № 15 зазначено: 
В Україні забороняється розповсюдження та демонстрування фільмів, що містять популяризацію або пропаганду органів держави-агресора…, що створюють позитивний образ працівників держави-агресора, працівників радянських органів держбезпеки, виправдовують правомірною окупацію України, забороняється трансляція (демонстрування шляхом показу каналами мовлення) фільмів, вироблених фізичними та юридичними особами держави-агресора, … що поширюється на розповсюдження та демонстрування будь-яких фільмів незалежно від країни походження, вироблених після 1 серпня 1991 року. Заборона трансляції фільмів, вироблених фізичними та юридичними особами держави-агресора, які не містять популяризації або пропаганди органів держави-агресора та їхніх окремих дій, поширюється на фільми, вироблені та/або вперше оприлюднені (демонстровані) після 1 січня 2014 року

## Історія
У жовтні 2014 року Держкіно приймає рішення заборонити до показу в Україні російські серіали, що прославляють силові структури Росії. За словами голови установи Пилипа Іллєнка, рішення прийняте з огляду на події в Україні, через які «некоректно зараз буде демонструвати на українських телеканалах ті російські фільми, в яких є відверта пропаганда, на кшталт звеличення силових структур Росії та самої Росії.»
Пізніше, після скандалу та протестів громадськості, Держкіно також забороняє фільми за участю Михайла Пореченкова, а також закликає керівників телебачення та ЗМІ не допускати появи в ефірі та на шпальтах Йосипа Кобзона, Івана Охлобистіна, Михайла Задорнова та інших російських діячів культури через їхні українофобські заяви та вчинки. У листопаді 2014 року стало відомо, що Держкіно заборонило показ в Україні 69 фільмів та серіалів виробництва держави-агресора Росії, у зйомках яких брав участь Михайло Пореченков.
Згодом, 9 грудня 2014 року стало відомо, що Держкіно заборонило показ в Україні 71-го фільму та серіалу з участю російського актора та сценариста Івана Охлобистіна, і тоді ж у грудні 2004 року Держкіно також пообіцяло підтримку тим телеканалам, які відмовляються від російського контенту Через декілька днів, 22 грудня 2014 року, стало відомо, що Держкіно заборонило до показу ще 4 російські фільми..
5 лютого 2015 року стало відомо, що Держкіно заборонило ще 20 російських фільмів і серіалів. Через декілька місяців, 6 червня 2015 року Держкіно заявило, що станом на червень 2015 всього Дежкіно анулювало прокатне посвідчення 162 російських фільмів і серіалів. Згодом стало відомо, що раніше заборонені телесеріали що транслювалися на телеканалі Інтер спільного виробництва української кінокомпанії Film.ua та російської «Фаворит-фильм» «Будинок з ліліями» та «Легковажна жінка» в червні 2015 року було виключено з переліку заборонених до показу в Україні 162 фільмів і серіалів, після того, як спів-виробником серіалу, компанією Film.ua, було надано документи, що підтверджували виробництво серіалів українським продакшином. Проте пізніше Держкіно мало знову заборонити телесеріал, оскільки у грудні 2015 Міністерство Культури України повідомило, що воно доповнило перелік осіб, показ фільмів, серіалів та програм за участю яких тягне за собою адміністративну та іншу відповідальність, довівши загальну кількість таких осіб до 83 і включивши до цього списку російського актора Сергія Маховикова, який виконав головну роль в телесеріалі «Будинок з ліліями». Незважаючи на заборону показу аудіовізуальної продукції за участі російського актора Сергія Маховикова, Міністерство культури України станом на листопад 2016 року не включило повторно «Будинок з ліліями» до списку заборонених телесеріалів .
Наприкінці року, 27 жовтня 2015 року, Держкіно повідомили, що відтепер в Україні заборонено показ ще 9 російських фільмів і серіалів.
Згодом, у квітні 2016 року Держкіно повідомили, що відтепер в Україні заборонено показ ще 32 російських фільмів і серіалів. Як зазначило Держкіно, всього станом на березень 2016 року в Україні заборонено показ понад 430 російських фільмів та серіалів.
У листопаді 2016 року Рада з питань телебачення і радіомолвення оголосила, що станом на 30 листопада 2017 року, в Україні заборонено показ понад 500 виробів аудіовізуальної продукції з Росії.
У грудні 2016 року Рада з питань телебачення і радіомолвення оголосила, що станом на 9 грудня 2016, в Україні заборонено 579 виробів аудіовізуальної продукції з Росії, з них 84 російських фільми та серіалів потрапили під заборону в Україні у 2016 році.
21 грудня 2021 року Конституційний суд України визнав конституційною заборону російських фільмів і телепередач.

### Порушення заборони українськими телеканалами
Після ухвали заборони на показ російської аудіовізуальної продукції, що підпадає під закон «Про внесення змін до деяких законів України щодо захисту інформаційного телерадіопростору України», українські телеканали почали шукати можливості обійти закон про заборону російського кіно та повернути російську продукцію у свій ефір. Зокрема, представник Нацради з питань телебачення та радіомовлення, яка моніторить український телеефір, Ольга Герасим'юк заявила у вересні 2015 року, що задля того аби обійти заборони на російський кіно контент, українські телеканали почали вдаватися до різноманітних хитрощів та «адаптувати» заборонені російські серіали, наприклад, відрізавши титри на російських серіалах, аби неможливо було визначити рік виробництва, або ж заретушувавши портрети російського президента Путіна та російські назви в кінокартинах. Деякі українські кіновиробники навіть відкрито заявили, що не збираються відмовлятися від російської кінопродукції попри заборону. Наприклад, як зазначила керівник Inter Media Group, до якої входить телеканал «Інтер», Ганна Безлюдна: 
|  | "Нам близькі російські серіали, тому що ментальність схожа. Ми роками, тисячоліттями живемо у спільному духовному культурному просторі. А тепер давайте усе це відкидати, відрізати? Це навіть не різати під собою гілляку, а ногу собі пиляти. Це ненормально" |

У червні 2015 року Нацрада з питань телерадіомовлення направила до Держкіно України інформацію про виявлені ознаки порушень закону про російський контент у п'яти українських телеканалів. Зокрема, п'ять телеканалів звинувачували у показі російських серіалів, заборонених до показу в Україні, зокрема це телеканали «Новий канал» (телесеріали «СашаТаня», «Останній із Магікян» та «Вісімдесяті»), ТЕТ (серіали «Кухня», «Світлофор», «Ангел або демон»), «1+1» (серіали «Скліфософський», «Віолетта з Атамановки», «Каблучка з бірюзою») та «Україна» (серіал «Замок на піску»).
У травні 2017 року стало відомо, що 21 грудня 2016 року телеканал «Інтер» домігся зняття заборони Держкіно на телесеріал «Одного разу в Ростові» (2012) режисера Костянтина Худякова, який раніше входив до списку кінопродукції забороненої в Україні. Як повідомило видання Zaxid.net, показ Інтером забороненого телесеріалу викликав збурення серед української громадськості.

## Повний список
Станом на 30 листопада 2016 року, Держкіно заборонило до показу 544 аудіовізуальних творів на території України.
Станом на 1 грудня 2017 року, Держкіно заборонило увесь перелік XXX аудіовізуальних творів на території України.
Слід зазначити, що в переліку заборонених фільмів і серіалів деякі матеріали згадуються кілька разів, оскільки прокатні права на ці телефільми належать різним компаніям.

### Заборонені 2014 року
Дані за 2014 рік щодо фільмів та телесеріалів виробництва РФ, що пройшли Експертну комісію з питань розповсюдження і демонстрування фільмів при Держкіно та, за висновками Експертної комісії, заборонені (та скасовані) для демонстрування і розповсюдження, для кіно- чи телепоказу, публічного/комерційного відео, домашнього відео на території України.
| Загальний № | № у поточному році | Рік потрапляння під заборону | Назва (українською)                                                      | Назва (російською)                                                          | Режисер, рік випуску, тип                                                     |
| ----------- | ------------------ | ---------------------------- | ------------------------------------------------------------------------ | --------------------------------------------------------------------------- | ----------------------------------------------------------------------------- |
| 1           | 1                  | 2014                         | Біла гвардія                                                             | Белая гвардия                                                               | реж. С.Снєжкін, 2012 рік, т/с                                                 |
| 2           | 2                  | 2014                         | Піддубний                                                                | Поддубный                                                                   | реж. Г.Орлов, 2012 рік х/ф                                                    |
| 3           | 3                  | 2014                         | Фальшива армія. Велика афера                                             | Фальшивая армия. Великая афера полковника Павленко                          | реж. А.Грачев, 2009 рік, д/ф                                                  |
| 4           | 4                  | 2014                         | Другий убивчий                                                           | Второй убойный                                                              | реж. С.Власов, Росія, 2013 рік                                                |
| 5           | 5                  | 2014                         | Зимовий круїз                                                            | Зимний круиз                                                                | реж. І.Нурісламов, Росія, 2012 рік.                                           |
| 6           | 6                  | 2014                         | Честь самурая                                                            | Честь самурая                                                               | реж. Н.Якушева, Росія, 2012 рік                                               |
| 7           | 7                  | 2014                         | Дозволь тебе поцілувати знову                                            | Разреши тебя поцеловать снова                                               | реж. Ю.Морозов, Росія, 2012 рік                                               |
| 8           | 8                  | 2014                         | Ментовські війни 7                                                       | Ментовские войны 7                                                          | реж. С.Раєвський, Росія, 2013 рік                                             |
| 9           | 9                  | 2014                         | Окреме доручення                                                         | Отдельное поручение                                                         | реж. Д.Аверін, Росія, 2012 рік                                                |
| 10          | 10                 | 2014                         | Ментовські війни 4                                                       | Ментовские войны 4                                                          | реж. Е.Абросімов, Росія, 2013 рік                                             |
| 11          | 11                 | 2014                         | Просто Джексон                                                           | Просто Джексон                                                              | реж. Пляскін Л., Росія, 2012 рік                                              |
| 12          | 12                 | 2014                         | Серпень 8-го                                                             | Август 8-го                                                                 | реж. Д.Файзієв, 2012 рік                                                      |
| 13          | 13                 | 2014                         | Матч                                                                     | Матч                                                                        | реж. А.Малюков, 2012 рік                                                      |
| 14          | 14                 | 2014                         | 72 метри                                                                 | 72 метра                                                                    | реж. В.Хотиненко, 2004 рік                                                    |
| 15          | 15                 | 2014                         | Гончі — 1, 2                                                             | Гончие — 1, 2                                                               | реж. В.Лавров, 2007 рік т/с                                                   |
| 16          | 16                 | 2014                         | Кадетство                                                                | Кадетство                                                                   | реж. С.Арланов, 2006 рік, т/с                                                 |
| 17          | 17                 | 2014                         | Слідчий комітет                                                          | Следственный комитет                                                        | реж. Ю.Попович, 2012 рік                                                      |
| 18          | 18                 | 2014                         | Спецназ                                                                  | Спецназ                                                                     | реж. А.Малюков, 2002 рік                                                      |
| 19          | 19                 | 2014                         | Десантура                                                                | Десантура                                                                   | реж. О.Базілов, Воробйов В., 2009 рік                                         |
| 20          | 20                 | 2014                         | Самотній вовк                                                            | Одинокий волк                                                               | реж. Любомиров Г.                                                             |
| 21          | 21                 | 2014                         | Морські піхотинці                                                        | Морпехи                                                                     | реж. М.Алієв, Матов Д., 2011 рік                                              |
| 22          | 22                 | 2014                         | Військова розвідка                                                       | Военная разведка                                                            | реж. П.Трубінер, О.Праздніков, 2010—2011 роки                                 |
| 23          | 23                 | 2014                         | Колесо кохання                                                           | Колесо любви                                                                | реж. Ясан Е., 1994 рік                                                        |
| 24          | 24                 | 2014                         | Гірко!                                                                   | Горько!                                                                     | реж. Мамін Ю., 1998 рік                                                       |
| 25          | 25                 | 2014                         | Жіноча власність                                                         | Женская собственность                                                       | реж. Месхієв Д., 1998 рік                                                     |
| 26          | 26                 | 2014                         | Вулиці розбитих ліхтарів, 1 сез.                                         | Улицы разбитых фонарей, 1 сез.                                              | реж. Рогожкін О., Свєтозаров С. та інші                                       |
| 27          | 27                 | 2014                         | Бандитський Петербург. Барон                                             | Бандитский Петербург. Барон                                                 | реж. Бортко В., 2000 рік                                                      |
| 28          | 28                 | 2014                         | Вбивча сила, 6 сез.                                                      | Убойная сила, 6 сез.                                                        | реж. Рогожкін О., Аксьонов Є. та інші                                         |
| 29          | 29                 | 2014                         | Агент національної безпеки, 1 сез.                                       | Агент национальной безопасности, 1 сез.                                     | реж. Свєтозаров Д. та інші                                                    |
| 30          | 30                 | 2014                         | Агент національної безпеки, 2 сез.                                       | Агент национальной безопасности, 2 сез.                                     | реж. Свєтозаров Д. та інші                                                    |
| 31          | 31                 | 2014                         | Агент національної безпеки, 3 сез.                                       | Агент национальной безопасности, 3 сез.                                     | реж. Свєтозаров Д. та інші                                                    |
| 32          | 32                 | 2014                         | Агент національної безпеки, 4 сез.                                       | Агент национальной безопасности, 4 сез.                                     | реж. Свєтозаров Д. та інші                                                    |
| 33          | 33                 | 2014                         | Агент національної безпеки, 5 сез.                                       | Агент национальной безопасности, 5 сез.                                     | , реж. Фурман В. та інші                                                      |
| 34          | 34                 | 2014                         | Особливості національного полювання в зимовий період                     | Особенности национальной охоты в зимний период                              | реж. Рогожкін О., 2000 рік                                                    |
| 35          | 35                 | 2014                         | Бузкові сутінки                                                          | Сиреневые сумерки                                                           | реж. Конопкін Ю., 2000 рік                                                    |
| 36          | 36                 | 2014                         | Механічна сюїта                                                          | Механическая сюита                                                          | реж. Месхієв Д., 2001 рік                                                     |
| 37          | 37                 | 2014                         | Володько                                                                 | Вовочка                                                                     | реж. Можжухін І., 2002 рік                                                    |
| 38          | 38                 | 2014                         | Щоденник камікадзе                                                       | Дневник камікадзе                                                           | реж. Месхієв Д., 2002 рік                                                     |
| 39          | 39                 | 2014                         | Ніро Вульф та Арчі Гудвін                                                | Ниро Вульф и Арчи Гудвин                                                    | реж. Татарський Є., 2002 рік                                                  |
| 40          | 40                 | 2014                         | Подружка Осінь                                                           | Подружка Осень                                                              | реж. Капіца К., 2002 рік                                                      |
| 41          | 41                 | 2014                         | Спецназ 2                                                                | Спецназ 2                                                                   | реж. Малюков А., 2003 рік                                                     |
| 42          | 42                 | 2014                         | Тріо                                                                     | Трио                                                                        | реж. Прошкін О., 2002 рік                                                     |
| 43          | 43                 | 2014                         | Лінії долі                                                               | Линии судьбы                                                                | реж. Месхієв Д., 2003 рік                                                     |
| 44          | 44                 | 2014                         | Особливості національної політики                                        | Особенности национальной политики                                           | реж. Месхієв Д., 2003 рік                                                     |
| 45          | 45                 | 2014                         | Якщо завтра у похід                                                      | Если завтра в поход                                                         | реж. Сурікова А., 2004 рік                                                    |
| 46          | 46                 | 2014                         | По той бік вовків. Ключі від безодні                                     | По ту сторону волков 2. Ключи от бездны                                     | реж. Русаков С., 2004 рік                                                     |
|             | 47                 | 2014                         | По той бік вовків. Ліки від страху                                       | По ту сторону волков 2. Лекарство от страха                                 | реж. Русаков С., 2004 рік                                                     |
| 48          | 48                 | 2014                         | Проти течії                                                              | Против течения                                                              | реж. Матешко А., 2004 рік                                                     |
| 49          | 49                 | 2014                         | Таємниця «вовчої щелепи»                                                 | Тайна «волчьей пасти»                                                       | реж. Сурікова А., 2004 рік                                                    |
| 50          | 50                 | 2014                         | 9 рота                                                                   | 9 рота                                                                      | реж. Бондарчук Ф., 2005 рік                                                   |
| 51          | 51                 | 2014                         | Біла гвардія                                                             | Белая гвардия                                                               | реж. Женовач С., Тимофєєва Л., 2005 рік                                       |
| 52          | 52                 | 2014                         | Загибель імперії                                                         | Гибель империи                                                              | реж. Хотиненко В., 2005 рік                                                   |
| 53          | 53                 | 2014                         | Солдатський декамерон                                                    | Солдатский декамерон                                                        | реж. Прошкін А., 2005 рік                                                     |
| 54          | 54                 | 2014                         | Велике кохання                                                           | Большая любовь                                                              | реж. Фікс Д., 2006 рік                                                        |
| 55          | 55                 | 2014                         | Грозові брами                                                            | Грозовые ворота                                                             | реж. Малюков А., 2006 рік                                                     |
| 56          | 56                 | 2014                         | Качине полювання                                                         | Утиная охота                                                                | реж. Марін О., Корвяков О., 2006 рік                                          |
| 57          | 57                 | 2014                         | Спека                                                                    | Жара                                                                        | реж. Гігінеішвілі Р., 2006 рік                                                |
| 58          | 58                 | 2014                         | Зв'язок                                                                  | Связь                                                                       | реж. Смирнова А., 2006 рік                                                    |
| 59          | 59                 | 2014                         | 1612: Хроніки смутного часу                                              | 1612: Хроники смутного времени                                              | реж. Хотиненко В., 2007 рік                                                   |
| 60          | 60                 | 2014                         | Російський трикутник                                                     | Русский треугольник                                                         | реж. Цабадзе А., 2007 рік                                                     |
| 61          | 61                 | 2014                         | Ліквідація                                                               | Ликвидация                                                                  | реж. Урсуляк С., 2007 рік                                                     |
| 62          | 62                 | 2014                         | Реальний тато                                                            | Реальный папа                                                               | реж. Бобров С., 2007 рік                                                      |
| 63          | 63                 | 2014                         | День «Д»                                                                 | День «Д»                                                                    | реж. Поречєнков М., 2008 рік                                                  |
| 64          | 64                 | 2014                         | На даху світу                                                            | На крыше мира                                                               | реж. Дрьомов Ст., 2008 рік                                                    |
| 65          | 65                 | 2014                         | Тариф новорічний                                                         | Тариф новогодний                                                            | реж. Бедарэв Є., 2008 рік                                                     |
| 66          | 66                 | 2014                         | У вогонь та воду                                                         | В огонь и воду                                                              | реж. Бірман Б., 2009 рік                                                      |
| 67          | 67                 | 2014                         | Ісаєв                                                                    | Исаев                                                                       | реж. Урсуляк С., 2009 рік                                                     |
| 68          | 68                 | 2014                         | Без чоловіків                                                            | Без мужчин                                                                  | реж. Хмельницька А., 2010 рік                                                 |
| 69          | 69                 | 2014                         | Лікар Тирса                                                              | Доктор Тырса                                                                | реж. Константинов Д., Званцова А., 2010 рік                                   |
| 70          | 70                 | 2014                         | Сімейний дім                                                             | Семейный дом                                                                | реж. Фурман В., 2010 рік                                                      |
| 71          | 71                 | 2014                         | Справа гастроному № 1                                                    | Дело гастронома № 1                                                         | , реж. Ашкеназі С., 2011 рік                                                  |
| 72          | 72                 | 2014                         | Контргра                                                                 | Контригра                                                                   | реж. Ніколаєва О., 2011 рік                                                   |
| 73          | 73                 | 2014                         | Крейцерова соната                                                        | Крейцеровая соната                                                          | реж. Яковлєв А., 2011 рік                                                     |
| 74          | 74                 | 2014                         | Назадо, до щастя                                                         | Назад — к счастью                                                           | реж. Герасимов Д., 2011 рік                                                   |
| 75          | 75                 | 2014                         | Небесний суд                                                             | Небесный суд                                                                | реж. Званцова О., 2011 рік                                                    |
| 76          | 76                 | 2014                         | Казка. Є                                                                 | Сказка. Есть                                                                | реж. Статський К., Соломіна Є., та інші, 2011 рік                             |
| 77          | 77                 | 2014                         | Золото                                                                   | Золото                                                                      | реж. Мармонтов А., 2012 рік                                                   |
| 78          | 78                 | 2014                         | Мами                                                                     | Мамы                                                                        | реж. Абізов Є, Андраесян С. та інші, 2012 рік                                 |
| 79          | 79                 | 2014                         | Після школи                                                              | После школы                                                                 | реж. Болтенко А., Преснякови О. та В., 2012 рік                               |
| 80          | 80                 | 2014                         | Кохання за кохання                                                       | Любовь за любовь                                                            | реж. Ашкеназі С., 2013 рік;                                                   |
| 81          | 81                 | 2014                         | Марафон                                                                  | Марафон                                                                     | реж. Оганесян К., 2013 рік                                                    |
| 82          | 82                 | 2014                         | Новий старий дім                                                         | Новый старый дом                                                            | реж. Гріцук А., 2013 рік                                                      |
| 83          | 83                 | 2014                         | Про що мовчать дівчата                                                   | О чем молчат девушки                                                        | реж. Оганесян К., 2013 рік                                                    |
| 84          | 84                 | 2014                         | Останній бій                                                             | Последний бой                                                               | реж. Шурховецький І., 2013 рік                                                |
| 85          | 85                 | 2014                         | Вбити Сталіна                                                            | Убить Сталина                                                               | реж. Гінзбург С., 2013 рік;                                                   |
| 86          | 86                 | 2014                         | Небесний суд 2                                                           | Небесний суд 2                                                              | реж. Званцова О., 2014 рік                                                    |
| 87          | 87                 | 2014                         | Купрін. Яма                                                              | Куприн. Яма                                                                 | реж. Фурман В., 2014 рік                                                      |
| 88          | 88                 | 2014                         | Купрін. Впітьмах                                                         | Куприн. Впотьмах                                                            | реж. Ешпай А., 2014 рік                                                       |
| 89          | 89                 | 2014                         | Купрін. Поєдинок                                                         | Куприн. Поединок                                                            | реж. Малюков А., 2014 рік                                                     |
| 90          | 90                 | 2014                         | Серце ангела                                                             | Сердце ангела                                                               | реж. Казанков І., 2014 рік                                                    |
| 91          | 91                 | 2014                         | Новорічне щастя                                                          | Новогоднее счастье                                                          | реж. Казанков І., 2014 рік                                                    |
| 92          | 92                 | 2014                         | Обіцяю бути!                                                             | Обещаю быть!                                                                | актор, реж. Масаков В., 1983 рік                                              |
| 93          | 93                 | 2014                         | Нісенітниця. Оповідка ні про що                                          | Чушь. Рассказ ни о чем»                                                     | сценарист, реж. Охлобистін І., 1988 рік                                       |
| 94          | 94                 | 2014                         | Руйнівник хвиль                                                          | Разрушитель волн                                                            | сценарист, реж. Охлобистін І., 1989 рік                                       |
| 95          | 95                 | 2014                         | Нога                                                                     | Нога                                                                        | актор, реж. Тягунов Н., 1991 рік                                              |
| 96          | 96                 | 2014                         | Над Темною водою                                                         | Над темной водой                                                            | актор, реж. Мєсхієв Д., 1992 рік                                              |
| 97          | 97                 | 2014                         | Арбітр                                                                   | Арбитр                                                                      | сценарист, актор, реж. І. Охлобистін 1992 рік                                 |
| 98          | 98                 | 2014                         | Потвора                                                                  | Урод                                                                        | сценарист, реж. І.Качанов мол., 1993 рік                                      |
| 99          | 99                 | 2014                         | Той, що вийшов з метро                                                   | Выходец из метро                                                            | актор, реж. Сєров А., 1994 рік                                                |
| 100         | 100                | 2014                         | Хоровід                                                                  | Хоровод                                                                     | актор, реж. Кучінський В., 1994 рік                                           |
| 101         | 101                | 2014                         | Манія Жизелі                                                             | Мания Жизели                                                                | актор, реж. Учитель О., 1995 рік                                              |
| 102         | 102                | 2014                         | Притулок комедіантів                                                     | Приют комедиантов                                                           | актор, реж. Александров О., 1995 рік                                          |
| 103         | 103                | 2014                         | Чоловік для молодої жінки                                                | Мужчина для молодой женщины                                                 | актор, реж. Ібрагімбєков М., Ібрагімбєков Р., 1996 рік                        |
| 104         | 104                | 2014                         | Криза середнього віку                                                    | Кризис среднего возраста                                                    | сценарист, реж. Сукачов Г., 1997 рік                                          |
| 105         | 105                | 2014                         | Старі пісні про головне — 2                                              | Старые песни о главном — 2                                                  | актор, реж. Файзієв Д., Книшев А., 1997 рік                                   |
| 106         | 106                | 2014                         | Митар                                                                    | Мытарь                                                                      | сценарист, реж. О. Фомін., 1997 рік                                           |
| 107         | 107                | 2014                         | Хто, якщо не ми                                                          | Кто если не мы                                                              | актор, реж. Прийомихов В., 1998 рік                                           |
| 108         | 108                | 2014                         | Дух                                                                      | Дух                                                                         | сценарист, реж. Іванов Є., 1998 рік                                           |
| 109         | 109                | 2014                         | Мамо, не сумуй                                                           | Мама, не горюй                                                              | актор, реж. Пежемський М., 1998 рік                                           |
| 110         | 110                | 2014                         | 8 ½ доларів                                                              | 8 ½ долларов                                                                | актор, реж. Константинопольський Г., 1999 рік                                 |
| 111         | 111                | 2014                         | Максіміліан                                                              | Максимилиан                                                                 | сценарист, актор, реж. Качанов Р. мол., 1999 рік                              |
| 112         | 112                | 2014                         | Замість мене                                                             | Вместо меня                                                                 | актор, реж. Басов В. мол., Басова О., 2000 рік                                |
| 113         | 113                | 2014                         | Кохання.ru                                                               | Любовь.ru                                                                   | актор, реж. Басов В. мол., Басова О., 2000 рік                                |
| 114         | 114                | 2014                         | ДМБ                                                                      | ДМБ                                                                         | сценарист, актор, реж. Качанов Р. мол., 2000 рік                              |
| 115         | 115                | 2014                         | ДМБ 002                                                                  | ДМБ 002                                                                     | сценарист, реж. Басов О., Рафіков М., 2000 рік                                |
| 116         | 116                | 2014                         | Чорна кімната. Гіпноз Фільм 17                                           | Черная комната. Гипноз Фильм 17                                             | актор, реж. Константинопольський Г., 2000—2001 рр, кіноальманах               |
| 117         | 117                | 2014                         | Даун Хаус                                                                | Даун Хаус                                                                   | сценарист, актор, реж. Качанов Р. мол., 2001 рік                              |
| 118         | 118                | 2014                         | ДМБ 003                                                                  | ДМБ 003                                                                     | сценарист, реж. Басов О., Рафіков М., 2001 рік                                |
| 119         | 119                | 2014                         | ДМБ 004                                                                  | ДМБ 004                                                                     | сценарист, реж. Басов О., Рафіков М., 2001 рік                                |
| 120         | 120                | 2014                         | ДМБ: знову в бою                                                         | ДМБ: снова в бою                                                            | сценарист, реж. Басов О., Рафіков М., 2001 рік                                |
| 121         | 121                | 2014                         | Сміттяр                                                                  | Мусорщик                                                                    | сценарист, реж. Шенгелія Г., 2001 рік                                         |
| 122         | 122                | 2014                         | Свято Праздник                                                           |                                                                             | сценарист, реж. Сукачов Г., 2001 рік                                          |
| 123         | 123                | 2014                         | Початок шляху                                                            | Начало пути                                                                 | сценарист, реж. Ахмєдов І., 2004 рік                                          |
| 124         | 124                | 2014                         | Параграф 78                                                              | Параграф 78                                                                 | сценарист, реж. Хлєбородов М ., 2007 рік                                      |
| 125         | 125                | 2014                         | Параграф 78: пункт 2                                                     | Параграф 78: пункт 2                                                        | сценарист, реж. Хлєбородов М., 2007 рік                                       |
| 126         | 126                | 2014                         | Заколот                                                                  | Заговор                                                                     | актор, реж. Лібін С., 2007 рік                                                |
| 127         | 127                | 2014                         | Історія кінокерманичів або будівники та перебудівники 90-ті: Зміна часів | История киноначальников или Строители и перестройщики 90-е: Перемена участи | реж. Ладога А., Лавриненко Д. та інші, 2007 рік                               |
| 128         | 128                | 2014                         | Гоголь. Портрет загадкового генія                                        | Гоголь. Портрет загадочного гения                                           | актор, реж. Дьомін Д., 2008 рік                                               |
| 129         | 129                | 2014                         | Шалений янгол                                                            | Шальной ангел                                                               | актор, реж. Сухарєв О., Зелєнков О. та інші, 2008 рік                         |
| 130         | 130                | 2014                         | Зона турбулентності                                                      | Зона турбулентности                                                         | актор, реж. Тірдатова Є, 2009 рік                                             |
| 131         | 131                | 2014                         | Пітерські канікули                                                       | Питерские каникулы                                                          | актор, реж. Газе О., Крупнова А., 2009 рік                                    |
| 132         | 132                | 2014                         | Куля-дура 2                                                              | Пуля-дура 2                                                                 | актор, реж. Чіков В., 2009 рік                                                |
| 133         | 133                | 2014                         | Куля-дура 3                                                              | Пуля-дура 3                                                                 | актор, реж. Чіков В.2009 рік                                                  |
| 134         | 134                | 2014                         | Фіга.Ro                                                                  | Фига.Ro                                                                     | актор, реж. Кубаєва Р., 2009 рік                                              |
| 135         | 135                | 2014                         | Цар                                                                      | Царь                                                                        | актор, реж. Лунгін П., 2009 рік                                               |
| 136         | 136                | 2014                         | Антикіллер Д. К.: кохання без пам'яті                                    | Антикиллер Д. К.: любовь без памяти                                         | сценарист, реж. Салаватов Є., 2009 рік                                        |
| 137         | 137                | 2014                         | Глухар. «Знову Новий!»                                                   | Глухарь. «Снова Новый!»                                                     | актор, реж. Попович Ю., 2010 рік                                              |
| 138         | 138                | 2014                         | Іронія кохання                                                           | Ирония любви                                                                | актор, реж. Черняєв О., Рустембєков Е., 2010 рік                              |
| 139         | 139                | 2014                         | Колокол                                                                  | Колокол                                                                     | актор, реж. Ольга Кормухіна, 2010 рік                                         |
| 140         | 140                | 2014                         | Реальні кабани                                                           | Реальные кабаны                                                             | актор, реж. Кубаєва Р., Шугарєв С., 2010 рік                                  |
| 141         | 141                | 2014                         | Крапка Док. Десять останніх днів                                         | Точка Док. Десять последних дней                                            | актор, реж. Борщевський М., 2010 рік                                          |
| 142         | 142                | 2014                         | Дім сонця                                                                | Дом солнца                                                                  | сценарист, реж. Сукачов Г., 2010 рік                                          |
| 143         | 143                | 2014                         | Хто як не я? Валерій Пріємихов                                           | Кто если не я? Валерий Приемыхов                                            | актор, реж. Архіпцова Т., 2010 рік                                            |
| 144         | 144                | 2014                         | Москва, я кохаю тебе. Кіноновела — «Москвичі»                            | Москва, я люблю тебя. Кіноновелла — «Москвичи»                              | сценарист, актор, режисер, реж. Охлобистін І. та інші, 2010 рік, кіноальманах |
| 145         | 145                | 2014                         | Партизани                                                                | Партизаны                                                                   | сценарист, реж. Єлеонський Д., 2010 рік;                                      |
| 146         | 146                | 2014                         | Інтерни                                                                  | Интерны                                                                     | актор, реж. Пежемський М., Болотаєв З. та інші, 2010—2014 роки                |
| 147         | 147                | 2014                         | Іван Охлопистін. Поп-зірка                                               | Иван Охлобыстин. Поп-звезда                                                 | актор, реж. Цибін І., 2011 рік                                                |
| 148         | 148                | 2014                         | Покоління П                                                              | Generation П                                                                | актор, реж. Гінзбург В., 2011 рік                                             |
| 149         | 149                | 2014                         | Кримінальні обставини                                                    | Криминальные обстоятельства                                                 | актор, реж. Карабанов В., 2011 рік                                            |
| 150         | 150                | 2014                         | Мій хлопець — ангел                                                      | Мой парень — Ангел                                                          | актор, реж. Сторожева В., 2011 рік                                            |
| 151         | 151                | 2014                         | Службовий роман. Наш час                                                 | Служебный роман. Наше время                                                 | актор, реж. Андреасян С., 2011 рік                                            |
| 152         | 152                | 2014                         | Суперменеджера або Сапа долі                                             | Суперменеджер или Мотыга судьбы                                             | актор, реж. Дробязко Б., 2011 рік                                             |
| 153         | 153                | 2014                         | Петро Мамонов. Черним по білому                                          | Петр Мамонов. Черным по белому                                              | актор, реж. Смілга К., 2011 рік                                               |
| 154         | 154                | 2014                         | Соловей-розбійник                                                        | Соловей-Разбойник                                                           | сценарист, актор, реж. Баранов Є., 2012 рік                                   |
| 155         | 155                | 2014                         | Шпак. Нова гра 12 сер.                                                   | Грач. Новая игра 12 сер.                                                    | , актор, реж. Волгін А., Кондратенко М., 2012 рік                             |
| 156         | 156                | 2014                         | Метод Фрейда                                                             | Метод Фрейда                                                                | актор, реж. Вайнберг М., 2012 рік                                             |
| 157         | 157                | 2014                         | Поцілунок крізь стіну                                                    | Поцелуй сквозь стену                                                        | Реж. Акопян В.                                                                |
| 158         | 158                | 2014                         | Ґарік Сукачев. Все по чесному                                            | Гарик Сукачев. Все по честному                                              | актор, реж. Василенко М., 2013 рік                                            |
| 159         | 159                | 2014                         | Олег Янковський. Останнє полювання                                       | Олег Янковский. Последняя охота                                             | актор, реж. Іващенко П., 2014 рік                                             |
| 160         | 160                | 2014                         | Чапаев                                                                   | Чапаев                                                                      | актор, реж. Тіхоміров В., 2013 рік                                            |
| 161         | 161                | 2014                         | Ґєна-Бетон                                                               | Гена-Бетон                                                                  | актор, реж. Качанов Р. мол., 2014рік                                          |
| 162         | 162                | 2014                         | Таємне місто-2 6 сер.                                                    | Тайный город-2 6 сер.                                                       | актор, реж. Мохов О., 2014 рік                                                |
| 163         | 163                | 2014                         | Ієрєй-Сан                                                                | Иерей-Сан                                                                   | сценарист, актор, реж. Баранов Е., 2014 рік                                   |
| 164         | 164                | 2014                         | Тарас Бульба                                                             | Тарас Бульба                                                                | реж. Бортко В.                                                                |
| 165         | 165                | 2014                         | Кремінь                                                                  | Шаман                                                                       | реж. Аншютц О.                                                                |
| 166         | 166                | 2014                         | Кремінь 2                                                                | Шаман 2                                                                     | реж. Єпіфанцев                                                                |
| 167         | 167                | 2014                         | Мами 3                                                                   | Мами 3                                                                      | реж. Малков Г., Нікогосян Е.                                                  |
| 168         | 168                | 2014                         | Левова частка                                                            | Львиная доля                                                                | реж. Муратов О.                                                               |
| 169         | 169                | 2014                         | Війна                                                                    | Война                                                                       | реж. Балабанов О.                                                             |
| 170         | 170                | 2014                         | Білі вовки                                                               | Белые волки                                                                 | реж. Забара І., Лавров В.                                                     |
| 171         | 171                | 2014                         | Обережно, модерн!                                                        | Осторожно, модерн!                                                          | реж. Пармас Г., Балашов А.                                                    |

### Заборонені у період з 2015 по 2018 рік
| Рік заборони | Телеканал/кінокомпанія             | Назва (українською)                   | Назва (російською)                 | Режисер, рік випуску, тип                                                    |
| ------------ | ---------------------------------- | ------------------------------------- | ---------------------------------- | ---------------------------------------------------------------------------- |
| 2015         | Новий канал                        | СашаТаня                              | СашаТаня                           | реж. С. Казачанський, О. Потапов, М. Старчак, 2013—2021 роки, т/серіал       |
| 2015         | Новий канал                        | Вісімдесяті                           | Восьмидесятые                      | реж. Ф. Стуков, Ю. Льовкіна, Ф. Коршунов, Р. Фокін, 2012—2016 роки, т/серіал |
| 2015         | Новий канал                        | Останній із Магікян                   | Последний из Магикян               | реж. Р. Гігінеїшвілі, 2013—2015 роки, т/серіал                               |
| 2015         | ТЕТ                                | Світлофор                             | Светофор                           | реж. Р. Фокін, 2011—2016 роки, т/серіал                                      |
| 2015         | ТЕТ                                | Кухня                                 | Кухня                              | реж. Д. Д'яченко, А. Федотов, 2012—2016 роки, т/серіал                       |
| 2015         | ТЕТ                                | Янгол або демон                       | Ангел или демон                    | т/серіал                                                                     |
| 2015         | 1+1                                | Скліфосовський                        | Склифосовский                      | реж. Ю. Краснова, 2012—2021 рік, т/серіал                                    |
| 2015         | 1+1                                | Віолетта з Атамановки                 | Виолетта из Атамановки             | т/серіал                                                                     |
| 2015         | 1+1                                | Каблучка з бірюзою                    | Каблук с бирюзой                   | т/серіал                                                                     |
| 2015         | Україна                            | Замок на піску                        | Замок из песка                     | т/серіал                                                                     |
| 2015         | ТЕТ, Новий канал, ПлюсПлюс         | Єралаш                                | Ералаш                             | реж. Б. Грачевський, 1974—2021 роки, кіножурнал                              |
| 2015         | СТВ                                | Брат 2                                | Брат 2                             | реж. О. Балабанов, 2000 рік, рос. фільм                                      |
| 2015         | ROSPOFilm, Step by Step Production | Чоловічий сезон: Оксамитова революція | Мужской сезон: Бархатная революция | реж. О. Степченко, 2005 рік, рос. фільм                                      |
| 2017         | Квартал-95, 1+1                    | Свати                                 | Сваты                              | реж. Ю. Морозов, А. Яковлєв, 2008—2013 роки, т/серіал                        |

### Заборонені 2022 року
Станом на 24 лютого 2022 року Держкіно заборонило до телевізійного показу всі фільми, серіали, мультфільми радянського та російського виробництва на всій території України.